# セルヴィエール＝ル＝シャトー
セルヴィエール＝ル＝シャトー （Servières-le-Château、オック語:Serviera dau Chasteu）は、フランス、ヌーヴェル＝アキテーヌ地域圏、コレーズ県のコミューン。

## 地理

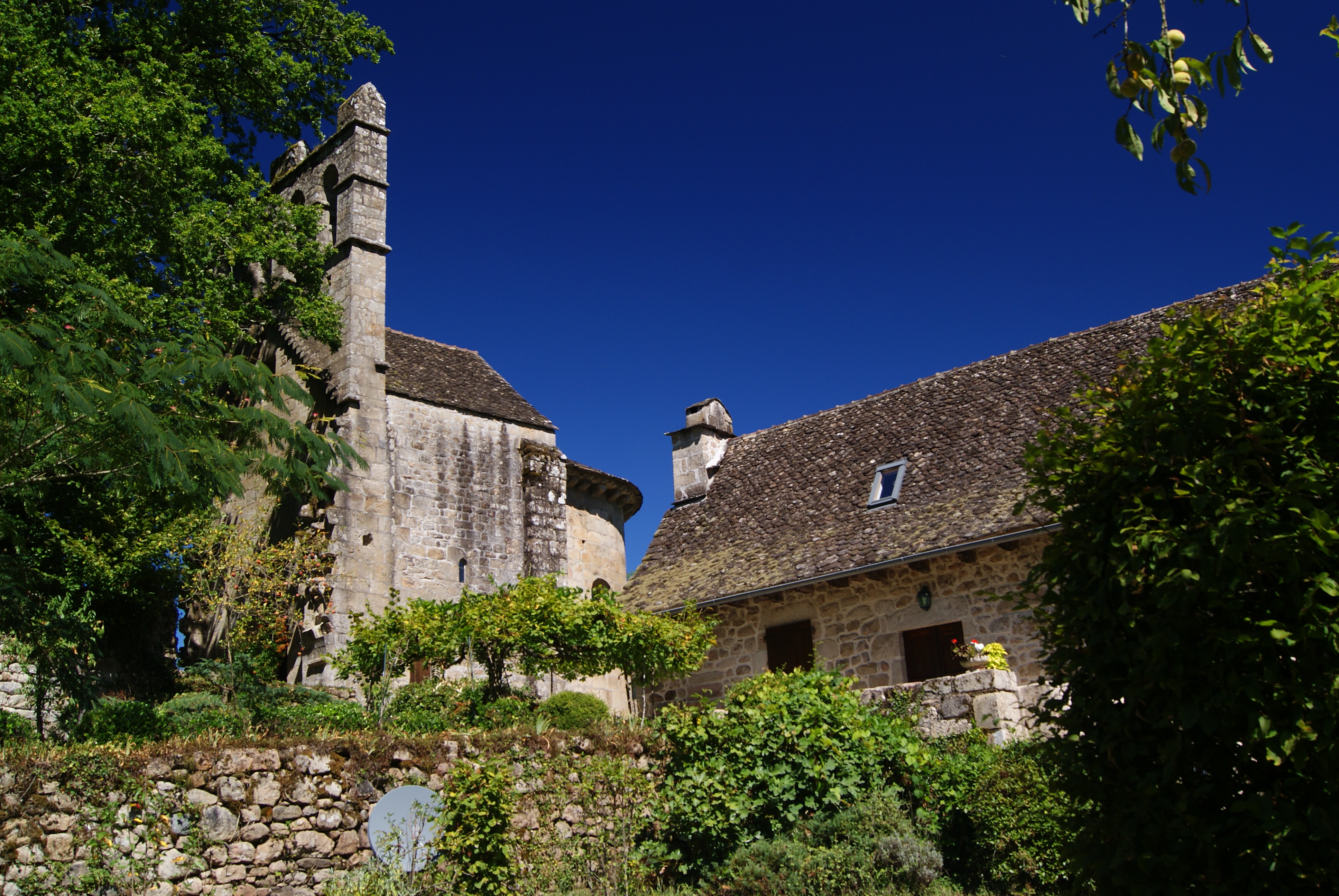
グレニー集落の礼拝堂

ドルドーニュ川沿いでカンタル県との境界に近く、セルヴィエールはアルジャンタの北約20kmのところにあり、プローとは20km離れていない。

## 歴史
875年の記録から、元々の町の中心はグレニー集落であった。そして1688年頃、かつては教区の中心であった。

## 人口統計
| 1962年 | 1968年 | 1975年 | 1982年 | 1990年 | 1999年 | 2006年 | 2011年 |
| ------ | ------ | ------ | ------ | ------ | ------ | ------ | ------ |
| 703    | 645    | 618    | 718    | 772    | 720    | 678    | 668    |

参照元:1999年までEHESS、2004年以降INSEE

## 史跡
- シャトー・デュ・セルヴィエール - 13世紀。オーリヤック修道院がかつて所有した。この古い要塞は、グラヌ川の深い渓谷の上、ギザギザに入り組んだ岩の上に絵のようにたたずむ。
- シャスタン・ダム - 1946年完成